# Bạch Liêu
Bạch Liêu (chữ Hán: 白遼, một số tài liệu ghi là Bạch Liên) sinh năm 1236 quê ở làng Yên Xá, huyện Đông Thành, phủ Diễn Châu (nay thuộc huyện Diễn Châu, tỉnh Nghệ An) nay là xã Mã Thành, huyện Yên Thành, tỉnh Nghệ An, mất năm 1315. Ông là người thông minh nhớ lâu, đọc sách ngàn dòng một mạch. Ông đỗ trạng nguyên năm Thiệu Long thứ 9 (1266) đời vua Trần Thánh Tông, là vị tổ khai khoa của xứ Nghệ, nhưng không ra làm quan. Ông ở lại làm môn khách giúp Chiêu Minh Vương Trần Quang Khải trấn Nghệ An. Với tư cách là một quân sư, ông đã giúp Trần Quang Khải thảo ra kế hoạch về tuyển quân và dự trữ lương thực, củng cố biên giới phía Nam (gọi là Biến pháp tam chương) góp phần quan trọng trong việc đánh thắng quân Nguyên Mông. Ông được cử theo đoàn sứ bộ sang nhà Nguyên, bằng trí tuệ uyên bác và tài ngoại giao, ông đã góp phần thiết lập quan hệ ngoại giao hoà hiếu giữa 2 nước.
Khi tuổi đã cao, ông về quê mở trường dạy học và bốc thuốc chữa bệnh cho dân. Ông thọ 79 tuổi, được an táng tại quê nhà. Ông được vua phong cho làm Phúc thần, hiệu là Đương Cảnh thành hoàng Đại Vương. Sau đó, hậu duệ di cư vào trấn Nghệ An (núi Thành) xã Hưng Phú - huyện Hưng Nguyên, đã dời mộ ông vào đồng Phù Quang, xã Thiên Lộc, huyện Can Lộc.
Nhờ có công với đất nước, ông đã được các triều Lê, Nguyễn sắc phong Thần mộ. Hiện Đền thờ Trạng nguyên Bạch Liêu tại xã Hưng Phú - huyện Hưng Nguyên - tỉnh Nghệ An, đã được Bộ Văn hóa-Thông tin Việt Nam xếp hạng di tích lịch sử-văn hóa cấp quốc gia, theo quyết định số 2015/VH-QĐ ngày 16 tháng 12 năm 1993.